# Выборы в Сенат Чехии (2016)
Выборы в Сенат Чехии 2016 года проходили 7 — 8 октября 2016 года (1-й тур) и 14 — 15 октября 2016 года (2-й тур). В ходе выборов по мажоритарной избирательной системе в два тура было переизбрано 27 сенаторов из 81. Первый тур сенатских выборов прошёл одновременно с региональными выборами. На выборах победила Христианско-демократический союз — Чехословацкая народная партия (KDU-ČSL).

## Избирательные округа
Выборы проходили в 27 избирательных округах по всей стране. Поскольку сенат обновляется лишь на треть, две трети населения Чехии не участвуют в выборах сенаторов.
Выборы проходили в избирательных округах: 1 — Карловы-Вары • 4 — Мост • 7 — Плзень-город • 10 — Чески-Крумлов • 13 — Табор • 16 — Бероун • 19 — Прага 11 • 22 — Прага 10 • 25 — Прага 6 • 28 — Мельник • 31 — Усти-над-Лабем • 34 — Либерец • 37 — Йичин • 40 — Кутна-Гора • 43 — Пардубице • 46 — Усти-над-Орлици • 49 — Бланско • 52 — Йиглава • 55 — Брно-город • 58 — Брно-город • 61 — Оломоуц • 64 — Брунталь • 67 — Нови-Йичин • 70 — Острава-город • 73 — Фридек-Мистек • 76 — Кромержиж • 79 — Годонин

## Разделение округов перед выборами
| Партия | Партия                | Лидер            | Мандаты  |
| ------ | --------------------- | ---------------- | -------- |
|        | ČSSD                  | Богуслав Соботка | 10 из 27 |
|        | ODS                   | Петр Фиала       | 8 из 27  |
|        | KDU-ČSL               | Павел Белобрадек | 2 из 27  |
|        | STAN                  | Петр Газдик      | 1 из 27  |
|        | Zelení                | Матей Стропницки | 1 из 27  |
|        | SPO                   |                  | 1 из 27  |
|        | S.cz                  |                  | 1 из 27  |
|        | Независимые кандидаты |                  | 2 из 27  |

## Разделение округов после выборов
|        |                       |                   |         |
| Партия | Партия                | Лидер             | Мандаты |
|        | KDU-ČSL               | Павел Белобрадек  | 7 из 27 |
|        | ODS                   | Петр Фиала        | 3 из 27 |
|        | STAN                  | Петр Газдик       | 3 из 27 |
|        | ANO 2011              | Андрей Бабиш      | 3 из 27 |
|        | ČSSD                  | Богуслав Соботка  | 2 из 27 |
|        | TOP 09                | Мирослав Калоусек | 2 из 27 |
|        | S.cz                  |                   | 1 из 27 |
|        | Zelení                | Матей Стропницки  | 1 из 27 |
|        | Независимые кандидаты |                   | 5 из 27 |